# Elizabeth Herbert, Marquesa de Powis
Elizabeth Herbert (nascida Elizabeth Somerset; Londres, c. 1634 — Saint-Germain-en-Laye, 16 de março de 1690), foi uma nobre inglesa. Ela foi condessa e marquesa de Powis pelo seu casamento com William Herbert, 1.º Marquês de Powis. A família Herbert, que era católica e leal aos Stuart, seguiu o rei Jaime II de Inglaterra e sua família no exílio, após a Revolução Gloriosa.

## Família
Elizabeth foi a segunda filha, terceira e última criança nascida de Edward Somerset, 2.° Marquês de Worcester e de sua primeira esposa, Elizabeth Dormer.
Os seus avós paternos eram Henry Somerset, 1.° Marquês de Worcester e Anne Russell. Os seus avós maternos eram Sir William Dormer e Alice Molyneux.
Ela teve um irmão e uma irmã mais velhos: Henry Somerset, 1.° Duque de Beaufort, marido da botanista Mary Capell, e Anne, esposa de Henry Howard, 6.° Duque de Norfolk.

## Biografia

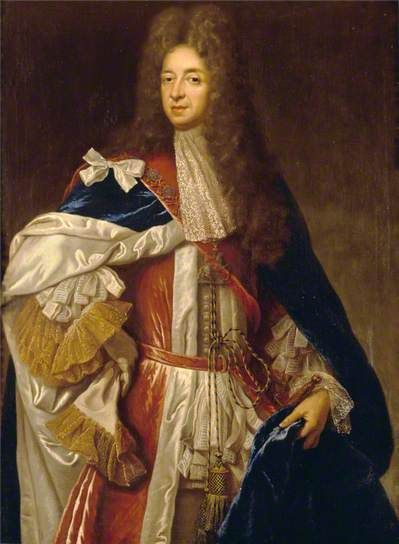
William Herbert em retrato do século XVIII atribuído à François de Troy.

Elizabeth se casou com William Herbert, no dia 2 de agosto de 1653. Ela tinha aproximadamente 20 anos, e ele, cerca de 28. William era filho de Percy Herbert, 2.º Barão Powis e de Elizabeth Craven. A partir de 1667, William foi o 3.° barão Powis.
Em 1674, ela se tornou condessa de Powis com a sucessão do marido. A condessa era Senhora da Câmara da rainha Catarina de Bragança, consorte de Carlos II de Inglaterra. 
Em 1678, o conde de Powis foi um dos "Cinco Lordes Católicos" que foram falsamente acusados de traição no Complô papista fabricado por Titus Oates, e foi mantido prisioneiro na Torre de Londres até 1684. 
Os esforços frenéticos da condessa de assegurar a libertação do marido levou Elizabeth a entrar em negociações imprudentes com personagens do "submundo", tais como Thomas Dangerfield, um dos informantes do complô. Ela esperava que Thomas desacreditasse os acusadores de William, porém, Thomas se virou contra Elizabeth e a sua amiga, a famosa parteira católica Elizabeth Cellier, e acusou as duas mulheres de traição. Por sorte, quando elas foram julgadas no verão de 1680, a reputação de Dangerfield tinha afundado tanto, que as duas foram, facilmente, absolvidas.

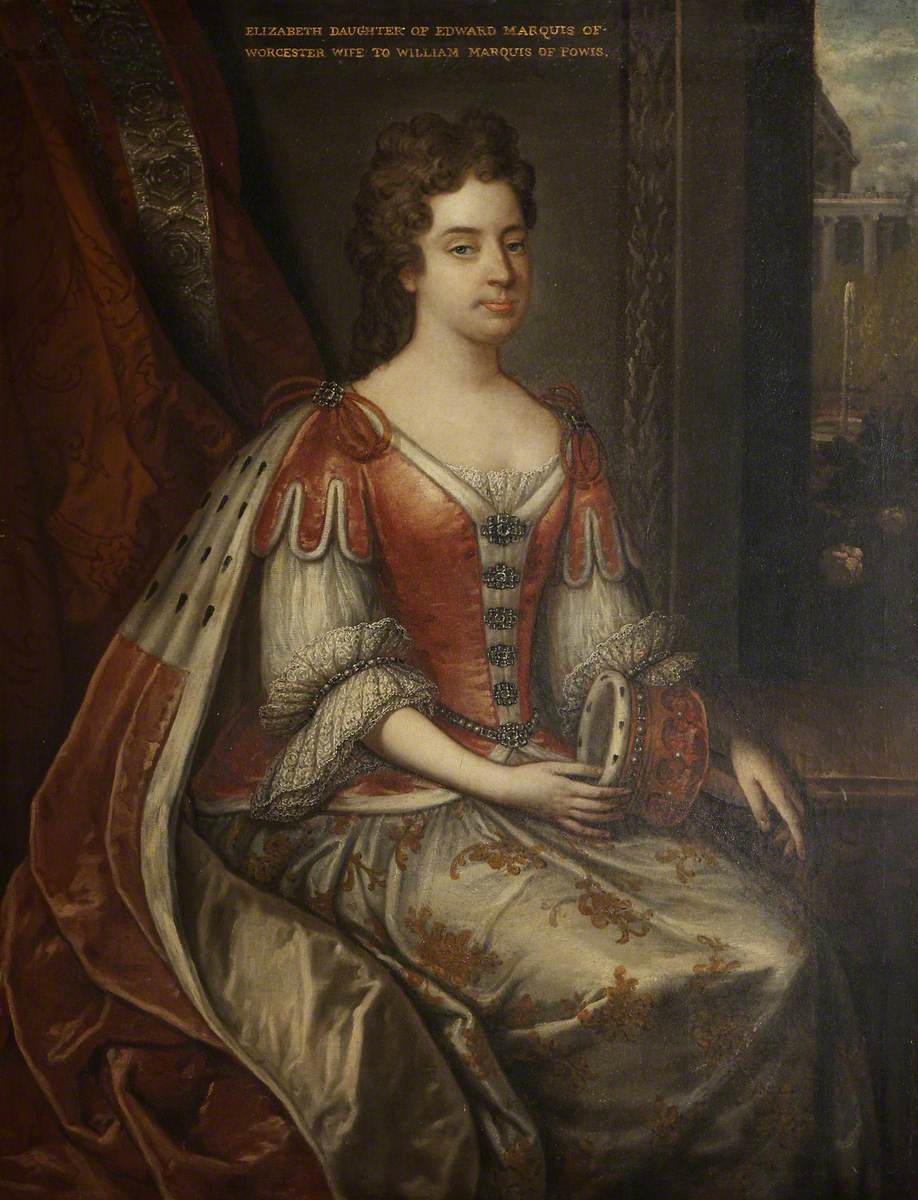
Elizabeth pintada por artista desconhecido, entre 1688 e 1699.

Em 1687, Elizabeth se tornou a nova marquesa de Powis, com a ascensão do marido. O marquês, como católico, era leal ao rei Jaime II de Inglaterra, a quem seguiu no exílio. Como recompensa por ter levado a rainha Maria de Módena, esposa de Jaime, e o seu filho, Jaime, Príncipe de Gales, até a França, Jaime II criou para William os títulos de duque de Powis e marquês de Montgomery, em 12 de janeiro de 1689, no Pariato jacobita. Contudo, tais títulos não eram reconhecidos na Inglaterra, e ele foi banido do país.
A marquesa seguiu o marido em seu exílio, e serviu à rainha Maria como sua Primeira Senhora da Câmara, e como Governanta Real do Príncipe de Gales.
Elizabeth e William tiveram seis filhos, incluindo Winifred, esposa do jacobita William Maxwell, 5.º Conde de Nithsdale, a quem ajudou escapar de forma ousada da Torre de Londres. William também foi pai de uma filha, Catherine, que teve com outra mulher. Catherine foi esposa de Sir James Palmer, e com ele teve um filho, Roger Palmer, 1.° Conde de Castlemaine, marido de Barbara Villiers, uma das amantes mais famosas do rei Carlos II, e mãe de seus filhos.
Elizabeth faleceu em 16 de março de 1690, com cerca de 56 anos de idade, na França, e foi enterrada na Igreja de Saint-Germain-en-Laye. Seu viúvo morreu em 1696, mas não se casou novamente.

## Descendência
- Anne Herbert (m. 11 de maio de 1748), foi esposa de Francis Smith, 2.º Visconde Carrington de Burford, mas não teve filhos.
- Frances Herbert (1659 – 16 de dezembro de 1732), foi esposa de Kenneth Mackenzie, 4.° Conde de Seaforth, com quem teve três filhos;
- Mary Herbert (m. 30 de outubro de 1744), foi casada três vezes. Primeiro foi esposa de Richard Molyneux. Após sua morte, foi casada com Francis Browne, 4.º Visconde Montagu. Viúva novamente, tornou-se esposa de Sir George Maxwell, 2.º Baronete Maxwell de Orchardtoun. Não teve descendência.
- William Herbert, 2.° Marquês de Powis (c. 1665 – 22 de outubro de 1745), foi suspeito de participar da conspiração jacobita de 1696 para assassinar a rainha Maria II de Inglaterra e o seu marido, Guilherme III. Em 1689, foi declarado fora da lei, porém, a decisão foi revertida em 1722.[9] Foi marido de Mary Preston, com quem teve três filhos.
- Lucy Herbert (c. 1669 – 19 de janeiro de 1793/94), foi freira e mais tarde priora no Convento Augustino Inglês, na cidade belga de Bruges.
- Vinifreda Herbert (1672/1673 ou 1679 – maio de 1749), foi casada com William Maxwell, 5.º Conde de Nithsdale, com quem teve dois filhos. É conhecida por ter ajudado o marido a escapar da Torre de Londres vestido de mulher. Foi governanta de Henrique Benedito Stuart, filho de Jaime Francisco Eduardo Stuart.